# 페블비치 골프장

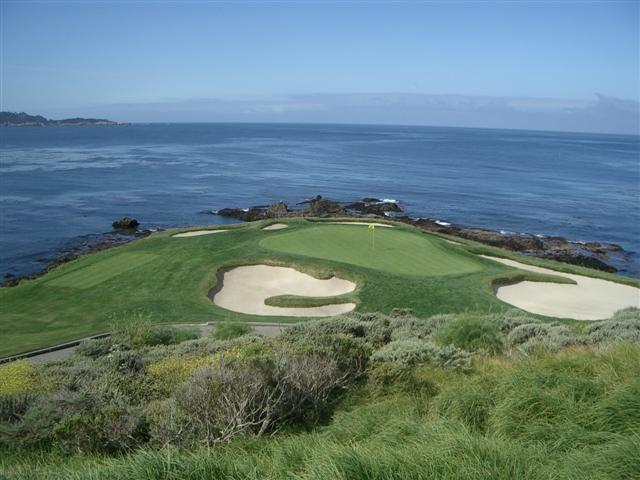
페블비치 골프장

페블비치 골프장(Pebble Beach Golf Links)은 캘리포니아주 페블비치에 있는 골프장이다. 페블비치는 상당히 유명한 골프장이다. 이것만으로도 미국을 방문하는 사람이 있을정도